# Kijevska Rus'
Kijevska Rus' (ukr.: Ки́ївська Русь, Kyjivs'ka Rus', rus.: Ки́евская Русь, Kievskaja Rus', bjlrs.: Кіеўская Русь, Kieŭskaja Rus') prva je istočnoslavenska država koja se pojavila pod istočnoslavenskim plemenom Poljanima i Vikinzima u 9. stoljeću na području današnje Ukrajine, Bjelorusije i zapadne Rusije. Stepe, šume i rijeke su odredile njezinu dinamičnu povijest. Kršćanstvo je primila u 10. stoljeću od Bizanta, stoljeće kasnije postala je kulturno najrazvijenija država u Europi ostvarivši pritom čvrste veze sa zapadnim dinastijama, a napadi Mongola tijekom 13. stoljeća rascjepkali su je na više manjih kneževina.
Izgubivši ključno stepsko područje na prostoru danas središnje Ukrajine, svoje službeno političko središte premjestila je u zapadnu kneževinu Vladimir-Volinj. Prvo kolektivno ime naroda Kijevske Rusi bilo je ime Rusini-Rusiči, kojeg će zamijeniti etnonim Ukrajinci u 20. stoljeću za stanovnike Ukrajine, dok su Rusi i Bjelorusi zadržali stari korijen Rus' u nazivima svojih naroda (kao i Rusini) i država. Rusi, Ukrajinci, Bjelorusi te Rusini današnji su narodi proizišli iz Kijevske Rusi, koju smatraju svojom prvom državom. Ovi narodi dijele brojne zajedničke kulturološke karakteristike koje su se zadržale do danas. 
Napomena: U hrvatskoj literaturi često se koristi i termin Kijevska Rusija premda suvremeni stručnjaci s Filozofskog fakulteta, odjela Rusistike i Ukrajinistike, upućuju na korištenje termina Kijevska Rus' jer ima veću autentičnost od prethodnog naziva. Oba termina se uvažavaju, ali ne smatraju se podjednako autentičnim.

## Padežni oblici
Imenica je ženskog roda kao imenica noć, žeđ, bol. Promjena u padežu je kao kod imenice bol.
| Nominativ – Tko? Što?        | Kijevska Rus'   |
| Genitiv – Koga? Čega?        | Kijevske Rusi   |
| Dativ – Komu? Čemu?          | Kijevskoj Rusi  |
| Akuzativ – Koga? Što?        | Kijevsku Rus'   |
| Vokativ – Oj! (dozivanje)    | Kijevska Rusi   |
| Lokativ – O komu? O čemu?    | Kijevskoj Rusi  |
| Instrumental – S kim? S čim? | Kijevskom Rusju |

## Osnivanje i širenje države
Srednjovjekovni grad Kijev oko 441. godine osnovali su Poljani (istočnoslavensko pleme). Kroz sljedećih 5. stoljeća, kijevsku okolicu su posjećivale mnogobrojne slavenske, grčke, finske i germanske grupe doseljenika, među kojima su se posebno isticali vješti ratni plaćenici Varjazi. Varjazi su se sve više mješali s lokalnim slavenskim stanovništvom i time utjecali na političke odnose u cjelokupnom okruženju. Varjazi su svoju ratničku kulturu prenosili na prostor današnje Ukrajine posebno zbog vrlo razvijenih trgovinskih i kulturnih riječnih puteva između Baltičkog i Crnog mora. Askold i Dir su prema pojedinim povijesnim zapisima prvi varjaški vojskovođe koji su napali i smjenili dotadašnju poljansku dinastiju kneževa s dvora u Kijevu. Vojskovođa Oleg u službi varjaške dinastije Rjurik, u ključnom savezništvu s Poljanima 878. ubio je Askolda i Dira te je sebe postavio za vladara buduće istočnoslavenske države Kijevske Rusi (878. – 1240.). Kulturno najrazvijenije slavensko pleme Poljani imalo je ključnu ulogu u početnom formiranju države i stvaranju njezinog slavenskog identiteta. Uslijedilo je svojevrsno vojno-političko zajedništvo između domicijalnih slavenskih Poljana i slaveniziranih Varjaha, koje će na vrhuncu u 11. stoljeću rezultirati stvaranjem najveće europske države. 

### Objedinjavanje slavenskih plemena
Početkom svoje vladavine u izrazito slaveniziranom društvu kijevske okolice knez Oleg (878. – 912.), poznat i kao Helgi, kreće u objedinjavanje okolnih slavenskih plemena širih prostora današnje Ukrajine, Bjelorusije i Rusije. Objedinjavanje pojedinih slavenskih plemena sjeverno od Kijeva, prema gradu i trgovačkom središtu Novgorodu, proteklo je s nešto manjim vojnim otporom nego što je to bilo s vojno jakim plemenima Uliča i Derevljana s ukrajinskih prostora. Duži otpor sa sjevera su pružala jedino ruska plemena Radimiči i Vjatiči, koja su se nalazila između rijeka Dnjepra i Oke. Ukrajinsko pleme Siverjana, sjeveroistočno od kijevskog središta, nije pružalo otpor i prihvatilo je 882. savezništvo s Kijevom. Oleg je uspijevao zadržati kontrolu nad preuzetim širim slavenskim teritorijem isključivo jer je dopuštao određeni manji stupanj autonomije, koji je u neku ruku predstavljao svojevrsno savezništvo. Borbe su se u isto vrijeme vodile s Hazarima, nomadskim plemenom Pečenegima i Ugarima na južnim prostorima sve prostranije takozvane Kijevske države. Nekada moćni Hazari na jugoistočnim granicama današnje Ukrajine, sada su se našli pred novom slavenskom vojnom silom koja je imala objedinjeno središte u Kijevu. Hazari su u teškim ratnim sukobima poraženi 907., nakon čega je napravljen proboj te je knez Oleg produžio i počeo izvršavati prepade na bogata bizantska središta i grad Carigrad. Nakon 911. dogovoreno je trajno primirje između Kijevske Rusi i Bizantskog carstva te su uspostavljeni jaki trgovinski i kulturni odnosi u kojima su presudnu ulogu imali kijevski kneževi i ukrajinsko pleme Poljani. Najveće znastveno postignuće starokijevskog razdoblja bila je pismenost, a o tome su svjedoličili brojni zapisi iz 9. stoljeća, između ostalog ugovori s Grcima iz 911. i 944. pisani na grčkom i starorus’kom jeziku, pronađeni na zidovima saborne crkve sv. Sofije u Kijevu. Do kraja svoje vladavine Oleg je pokorio širi prostor između Kijeva i Novgoroda te unatoč tome što neka slavenska plemena još nisu bila uključena u buduću državnu zajednicu, ona su davala određeni danak i bila su pod djelomičnom kontrolom kijevskih vladara.
Nakon što je Oleg umro, zamijenio ga je knez Igor (912. – 945.). Prema povijesnim zapisima moguće je iščitati da Igor nije bio toliko obožavan kao njegov prethodnik Oleg, a u bizantskim zapisima okarakterizirali su ga kao nemilosrdnog utjerivača nametnutih danaka koji su trebali osigurati veliku robnu odnosno trgovinsku razmjenu Kijevske Rusi s Bizantskim carstvom. Tada središnjom Kijevskom Rusi po prvi puta kola ideja o jedinstvenosti staroruskog naroda širih prostora u sklopu državne zajednice odnosno naroda koji se razlikuje od ne-ruskog izvan tih granica. Mnogobrojna zastupljenost slavenskih plemića u kijevskom dvoru jača tu ideju koja zagovara jaču centralizaciju mlade države. Kako bi stekao čvrstu centraliziranu vlast u Kijevu, Igor je poveo sukobe sa susjednim jakim ukrajinskim plemenima Uličima i Derevljanima nastojeći ih u političkom smislu podrediti, no zbog toga je i poginuo 945. tijekom bitke s Derevljanima. Naslijedila ga je njegova žena i udovica Olga (945. – 962.), poznata i kao Helga, koja je željela osvetiti njegovu smrt te je povela vrlo nemilosrdan rat protiv Derevljana koje je u konačnici porazila. Objedinjavanjem plemena Poljana, Duljiba, Derevljana i Uliča, kijevska vojska je stekla respektabilnu snagu koja je bila u stanju učvstiti granice Kijevske Rusi i povesti utjecajne ratove protiv neslavenskih naroda u širem okruženju. Kneginja Olga prema povijesnim zapisima predstavlja osobu koja je, uz daljnje proširivanje granica Kijevske Rusi, prva počela prenositi kršćanske vrijednosti u Kijevsku Rus'. Pretpostavlja se da je u kijevskom okruženju prva prešla na kršćanstvo 955. godine. Njezini posjeti Carigradu predstvljali su novi oblik komunikacije između dvije moćne države, koje su sve više imale karakteristike prosvjetne i duhovne suradnje. Ipak, Olgino susretanje s kršćanskim vrijednostima u vlastitoj državi s relativno vojničkim svjetonazorom nije tada ostavilo mnogo traga na njezino okruženje i lokalno starorusko stanovništvo.

### Širenje države pod Svjatoslavom I.
Oljhu je sa svojih dvadeset i dvije godine naslijedio njezin sin Svjatoslav (964. – 972.), zapamćen kao hrabri vojskovođa koji je utjecaj iz Kijeva proširio gotovo cijelom istočnom Europom. Svjatoslav je svoje ratove započeo na istočnim granicama Kijevske Rusi jer je želio poraziti Hazare koji su predstavljali prijetnju Kijevu. Nakon dvije godine rata Svjatoslav 966. poražava Hazare i uništava njihovo središte u gradu Sarkilu. Oslobodivši trgovački put prema Kaspijskom jezeru, prisilio je neslavenska plemena Jasiane i Kasogiane sa sjevernog Kavkaza da plaćaju danak. Potom nešto sjevernije napada i poražava Bugare uz rijeku Volgu. U istoj sredini, Svjatoslav 966. podređuje dugotrajan otpor slavenskog plemena Vjatiča te im ujedno određuje danak. Godine 967. okreće se prema zapadnim granicama Kijevske Rusi i uz sugestije bizantskog cara napada Bugare na Balkanu, poražava njihovu vojsku i osvaja 80-ak bugarskih gradova. Stječe time kontrolu na rijeci Dunav, kao važnom trgovačkom središtu te se pretpostavlja da je namjeravo širiti kijevski utjecaj na središnjem Balkanu. Nakon što je Svjatoslav prethodno porazio Hazare na jugoistoku granica Kijevske Rusi, neočekivano se otvorio prolaz jakom nomadskom plemenu Pečenezima, koji su počeli povremeno vršiti snažne vojne prepade na središnje odnosno južne prostore Kijevske Rusi. Bizantski vladari, u vrlo uspješnoj ekspaniziji Svjatoslava prema južnom Balkanu, vidjeli su opasnost za svoje carstvo te su uspjeli uvjeriti Pečenege da napadnu i ugledan Kijev dok je Svjatoslav na ratištu izvan svoje zemlje. Svjatoslav se s Balkana odmah vratio u Kijev i pružio snažan otpor Pečenezima koji su se povukli na teško kontrolirane stepske prostore uzduž južne granice Kijevske Rusi. Pečenezi kao vješti nomadski ratnici, duže vrijeme nisu dozvoljavali da se u današnjoj jugoistočnoj Ukrajini uspostavi potpuna kontrola kijevskih kneževa što je narušavalo trgovinske odnose uzduž rijeke Dnjepra koja vodi prema Crnom moru i Bizantu. 
Nova opasnost po Kijev prislilia je Svjatoslava da razmišlja o podjeli kontrole nad povećom državom jer je on stalno ratovao izvan nje. Odredio je da njegov najstariji sin Jaroslav čuva vlast u Kijevu, sin Oleg da čuva zapadnu okolicu Kijeva i upravlja Derevljanima, a sin Vladimir je trebao čuvati vlast na sjeveru u Novgorodu, također važnom trgovačkom središtu. Nakon podjele vlasti u Kijevskoj Rusi, 969. Svjatoslav se vratio na Balkan s namjerom da napadne Bizantsko carstvo koje je isprovociralo napad Pečenega na Kijev. Udružena bizantsko-bugarska vojska pružala je dugotrajan i snažan otpor manjoj vojsci Svjatoslava te je u blizini grada Dorostola poražen. Potom je Svjatoslav bio prisiljen potpisati primirje s Bizantskim carstvom te ujedno i povlačenje svoje vojske. Prilikom povlačenja 972. kod otoka Hortecja na rijeci Dnjepru, iz zasjede su ih napali Pečenezi te je u tom sukobu Svjatoslav ubijen. Zasigurno prvi slavenski i ujedno kijevski knez Svjatoslav, njegov markantan stil odijevanja i ratnički stil vladanja, duboko se zadržao u svijesti ukrajinskog naroda sve do 15. stoljeća kada se na donjem toku rijeke Dnjepra pojavljuju zaporoški kozaci, koji su prije svega vragolastim mentalitetom, dotjerivanjem i stilom ratovanja nalikovali na Svjatoslavovu starorusku vojsku.
U vrijeme Svjatoslava, Kijevska Rus' se protezala s jugozapada od planina Karpata preko rijeke Dnjepru i šire okolice grada Kijeva pa prema sjeveru i široj okolici grada Novgoroda. Ostala je pod vlašću tri brata Jaroslava, Olega i Vladimira. U sljedećem razdoblju oni su međusobno zaratili kako bi stekli samostalnu kontrolu nad državom. U međusobnom ratu bili su potpomognuti čak i svojim neprijateljima iz bliskog okruženja. Česti sukobi oko preuzimanja vlasti u Kijevu bili su posljedica drugačijeg i intrigantnog načina nasljeđivanja prijestolja. Dok je u drugim tadašnjim europskim dinastijama bio običaj da se vlast prenese s oca na najstarijeg sina, vlast u Kijevu se prenosila sa starijeg na mlađeg brata te s najmlađeg ujaka na najstarijeg nećaka. Takav postupak preuzimanja vlasti često je rezultirao međusobnim ratovanjem unutar porodica.

## Reorganizacija i konsolidacija države
Kijevska Rus' je tijekom svog dinamičnog širenja u 9. i 10. stoljeću obuhvatila različita plemena odnosno narode šireg prostora, ali glavninu populacije u sklopu proširenih granica činili su upravo budući Istočni Slaveni. Među slavenskim plemenima također su postojale manje etničke, jezične, kulturne i religijske razlike, ali nisu predstavljale barijeru u nakani sljedećeg kijevskog kneza Vladimira I. da pokuša napraviti svekoliku unutarnju konsolidaciju države kako bi učvrstio njezine granice u eventualnim sukobima s ostalim nerus'kim (staroruskim) narodima. Za vrijeme njegovog vladanja, pridošli skandinavski ratnici koji su ratovali zajedno sa slavenskim plemenima, gotovo posve su se asimilirali s većinskim slavenskim stanovništvom. U državnu zajednicu sada su bila uključena i finska plemena na krajnjem sjeveroistoku te pojedina baltska plemena u zapadnom dijelu države. Dio tih plemena se asimlirao sa slavenskim, dok je dio njih sačuvao svoju kulturnu i drugu autnomiju, ali ne i političku.

### Prihvaćanje kršćanstva pod Vladimirom Velikim
Nakon što je 980. Vladimir I. (980. – 1015.) nadživio svoju braću i preuzeo kontrolu nad Kijevskom Rusi, započeo je s objedinjavanjem pograničnih okupiranih područja sa središtem u Kijevu. Nakon što je pobijedio problematične Pečenege na južnim granicama države, današnje južne Ukrajine, oni su i dalje predstavljali prijetnju za Kijev i slobodno trgovanje duž rijeke Dnjepra koja je predstavljala jedinstven trgovački prolaz na otvoreno Crno more. Problematična vanjska i unutranja nestabilna situacija prisilila je Vladimira I. razmotriti nove trgovinske puteve uz zapadne granice države te tako napada istočne prostore današnje Poljske. Potiskuje Ugare u jugozapadnim krajevima zemlje i stječe čvrstu kontrolu nad širim prostorom. U cijeloj Kijevskoj Rusi jedini ozbiljniji otpor i dalje su pružala ratoborna plemena na sjeveroistoku podno rijeke Volge, prostoru gdje su uglavnom živjela finska plemena Muromi, Meščere i Marijci te nešto južnija susjedna slavenska plemena Vjatiči i Radimiči. Zbog nepoštovanja vlasti u Kijevu, Vladimir I. ih je u razdoblju između 982. i 984. tijekom dva navrata ponovno nadvladao i politički podredio.
Nemirnost pojedinih slavenskih plemena na sjeveroistoku države naveli su Vladimira I. da ozbiljno razmisli o unutarnjoj konsolidaciji države i kako premostiti unutarnje kulturološke i druge različitosti. Koncept religijskog jedinstva i hijerarhijske organizacije crkvi trebao je poslužiti kao model za izgradnju stabilne države. Ipak, trebalo je pripaziti za koju religiju se opredijeliti jer je to moglo imati negativan utjecaj u političkim i vojnim odnosima s utjecajnim susjednim državama. Nakon proučavanja religiozne i međunarodne političke tematike, Vladimir I. se odlučio prijeći na kršćanstvo s kulturom karakterističnom za Bizantsko carstvo. Službeno je prihvatio Kršćanstvo 988. godine u gradu Hersonesu, kada je počeo s pokrštavanjem populacije u cijeloj Kijevskoj Rusi, koja je do tada imala uglavnom poganska vjerovanja. Nad onima koji su se protivili novim kršćanskim vjerovanjima često se provodilo prisilno pokrštavanje. Zahvaljući sličnim kulturološkim karakteristikama, proces pokrštavanja u ranoj fazi uspješno je prihvaćen u središnjoj Kijevskoj Rusi, odnosno na prostorima Ukrajine i južnog dijela Bjelorusije, ali na sjeveroistoku države i dalje je postojao dugotrajan i jak otpor poganskog stanovništva. Generalno, uvođenje kršćanstva naglo je razvilo kulturnu i arhitektonsku tradiciju u Kijevskoj Rusi koja je u mnogo čemu nalikovala onoj iz Bizantskog carstva. Vladimir I. je također započeo s proizvodnjom srebrnih i zlatnih kovanica, na kojim je s jedne strane bio iscrtan njegov lik, a s druge grb Trizub, danas službeni grb Ukrajine. Ćirilično pismo tada postaje sve više raspostranjenije, a mnogi napisi na raznim predmetima upućuju na široko raširenu pismenost među pučanstvom.
Za svojeg vladanja Vladimir I. je pridonijeo upečatljivom i snažnom razvijanju Kijevske Rusi i njezinog kulturnog utjecaja iz Kijeva, koji će u kasnijem razdoblju biti prenesen na sve buduće Istočne Slavene. Vladimir I. je u konačnici također nastojao uspostaviti mirne odnose s Poljacima, Ugarima i Bohemima što mu je pošlo za rukom. Jedini ozbiljan problem za Kijev bili su Pečenezi koji su s jugoistoka današnje Ukrajine i dalje često upadali na južne prostore Kijevske Rusi pljačkajući njezino materijalno bogatstvo. Vladimir I. je poveo nekoliko ratova protiv njih u razdoblju između 992. i 997. te je uspostavio jake vojne utvrde koje su trebale štiti grad Kijev od njihove najezde. Duž ukrajinske stepe tada su razasute brojne vojne utvrde koje su štitile Kijevsku Rus' s jugoistoka, a grad Perejaslav u blizini Kijeva predstavljao je glavno obrambeno središte jugoistočnih granica ogromne države. Vladimir I. je svoju administrativnu vlast podjelio među svojim sinovima: Jaroslav je postavljen u Novgorodu, budući nasljednik države Svjatopolk (1015. – 1019.) je postavljen u Turivu, Boris u Rostovu, Glib u Muromu, Svjatoslav je vladao u zemlji Derevljana, Izjaslav u Polotsku, a Mstislav u Tmutorokanu. Nakon smrti Vladimira I. 1015. godine, došlo je do sukoba između njegovih sinova, i to je trajalo naredne četiri godine. Posebno komešanje nastalo je kod grada Novgoroda, koji je kao drugo važno trgovačko središte predstavljao i određenu političku silu koja se svako malo odupirala Kijevu i njegovoj potpunoj dominaciji. Veliki razlog tomu bile su kulturološke i religijske razlike, jer su stanovnici u široj okolici Novgoroda puno teže prihvaćali nešto drugačije običaje s kijevskog juga, posebno nova kršćanska vjerovanja. Vladimir I. se tomu za života uspješno odupirao, ali na posljetku nakon njegove smrti širom Kijevske Rusi formirat će se manje zajednice s velikim stupnjom autonomije.

### Razvoj kulture pod Jaroslavom Mudrim
Jaroslav Mudri (1019. – 1054.) nakon sukoba sa svojom braćom dolazi na kijevsko prijestolje 1019. s nešto manje izmijenjenim teritorijalnim granicama Kijevske Rusi. Nastavio je sa širenjem kršćanstva, a njegovo prethodno središte kod Novgoroda ostalo je podređeno vlasti u Kijevu, ali s nešto većom autonomijom. Nakon sukobljavanja s vlastitom braćom, Jaroslav je 1024. naišao na otpor poganskog plemena kod grada Suzdalja koji su predvodili poganski svećenici poznati kao «volvhi». Ondje je ponovno upotrijebio silu kako bi ih prisilio da prijeđu na kršćanstvo. Sljedeće godine ponovno je napao istočne granice države Poljske gdje je do 1031. povratio prethodno izgubljene teritorije. Nakon toga s Poljskom ponovno uspostavlja mirne i prijateljske odnose te stvara obrambeni grad Jaroslav na rijeci Sjan. Najveću vojnu prijetnju Jaroslavu i dalje su predstavljali Pečenezi koje je na jugoistočnim granicama države do 1036. kontrolirao Jaroslavov brat knez Mstislav. Nakon njegove smrti, nova prijetnja Kijevskoj Rusi postala su druga turkijska plemena koja su povremeno u hordama navaljivala s krajnjeg istoka kontinenta. Nomadska prijetnja turkijskih hordi uzduž ukrajinske južne stepe stalno je predstavlja prijetnju i prepreku za nesmatan trgovački razvoj grada Kijeva. Ipak, Jaroslav je u sljedećem razdoblju uspješno odoljevao svim napadima i razvijao Kijevsku Rus' i grad Kijev u najveće gospodarsko i kulturno središte Europe. Jaroslav je za vrijeme svoje vladavine utjecao na prestižan razvoj kulture i prosvjete u cijeloj Kijevskoj Rusi (posebno Kijevu i okolici) koja će u bitnoj mjeri odrediti bogatu kulturu i prosvjetu Rusina (Ukrajinaca) te ostalih istočnoslavenskih naroda. U njegovo vrijeme reformirana Kijevska Rus' politički i ekonomski je stabilizirana te priznata u širim srednjovjekovnim europskim i svjetskim krugovima kao jedna od najrazvijenih država tog vremena. 
Jaroslav je promovirao prijateljske i političke veze s ostalim razvijenim državama u okruženju, ali posebno sa zapadnom Europom. To se posebno moglo primijetiti u međusobnim odnosima između članova Jaroslavove obitelji i vladajućim dinastijama gotovo cijele Europe. Jaroslavova žena Irena (Ingegarda) je bila kći kralja Švedske, Jaroslavova kći Elizabeta udala se za poznatog norverškog viteza i kralja Harolda od Sterna, a njegova druga kći Ana udala se za kralja Francuske. Jaroslavov najstariji sin Izjaslav oženio je njemačku princezu Gertrudu, zbog čega su kijevski vladari bili u izuzetno dobrim odnosima s njemačkim. Prema njemačkom povjesničaru Dietmaru od Merseburga, Kijev je u vrijeme Jaroslava izrastao u veliki grad koji je imao preko 400 crkvi i 8 trgovačkih središta. Tada je izgrađena Saborna crkva Svete Sofije koja se renovirana i danas nalazi u Kijevu. Drugi povjesničar Adam Bremenski Kijev opisuje kao ravnopravnog takmaca Bizantu. Stvorene su jake kulturne veze s Bizantskom crkvom, koje su ukrajinski i bjeloruski narod u kulturno-prosvjetnom i religijskom smislu postavile na lidersko mjesto među ostalim istočnim Slavenima sve do 18. stoljeća. Godine 1037. uspostavljena je crkvena hijerarhija na čelu s Kijevskim metropolitom Rusinom Ilarionom, koji je bio odgovoran Carigradskom patrijarhu u Bizantu. Kijevska Rus' posebno dobre odnose tada ima s Poljskom, Bohemijom i Ugarskom. Za vrijeme vladanja Jaroslava, Kijevska država je u kulturnom smislu nemjerljivo prednjačila u odnosu na cijelu zapadnu Europu. Posebno je razvijala književnu kulturu i učenje stranih jezika i kulture. Dok su u to vrijeme djeca s kijevskih dvorova bila pismena od ranog djetinjstva, neki se zapadnoeuropski vladari doslovce nisu znali niti potpisati. Jaroslav je ujedno bio i veliki graditelj te je izgradio stotinjke crkvi bizantskog stila, obnovio i učvrstio veliki broj tvrđava, unaprijedio je zakone države i uspostavio sudove. Naziv Jaroslav Mudri dobio je zahvaljujući stvaranju zakonika Ruska pravda koji je prikupio tadašnje norme u pravni kodeks države.
Jaroslav je prije svoje smrti podijelio vlast nad Kijevskom Rusi među svojim sinovima: inače drugim preživjelim najstarijim sinom Izjaslavom (1054. – 1073.) u glavnom središtu Kijevu, Svjatoslavom u Černjihivu, Vsevolodom u Perejaslavu i Igorom u Voliniji te nećacima u drugim krajevima države. Oni se nakon njegove smrti 1054. ponovno sukobljavaju i politički dijele državu među svojim sinovima. Prije svoje smrti, Jaroslav je eventualne sukobe, koji bi oslabili državu, posebnim mjerama pokušao spriječiti, ali su se njegova očekivanja izjalovila. Nakon smrti Jaroslava, takav postupak dijeljenja i sukobljavanja zbog stjecanja vlasti u Kijevu rezultirao je oslabljenim blagostanjem unutar Kijevske Rusi. Država je s novonastalim unutarnjim sukobljavanjima bila teritorijalno izložena ozbiljnoj opasnosti spram potencijalnih neprijatelja izvana, uključujući i državu Poljsku na zapadu koja je krajem 11. stoljeća sve češće vršila pritisak na zapadne granice. Posebnu opasnost su predstavlja nova turkijska nomadska plemena Kumani (Polovci) s istoka kontinenta, koji su u mnogočemu bili slični njihovim prethodnicima Pečenezima.

## Podjela i okupacija države
Kijevsku Rus' nakon smrti Jaroslava Mudrog, krajem 11. stoljeća, prožima sve veća unutarnja politička nesloga oko podjele i priznavanja vlasti sa središtem u Kijevu. U međusobnim sukobljavanjima između braće i rođaka u kratkom razdoblju za redom se mjenjaju vladari Kijeva: Izjaslav (1054. – 1073.), Vseslav (1068. – 1069.), Svjatoslav II. (1073. – 1076.), Izjaslav po drugi puta (1076. – 1078.), Vsevolod (1078. – 1093.) i Svjatopolk II. (1093. – 1113.). Uvidjevši političku oslabljenost države i potencijalne vanjske opasnosti, godine 1097. pod vodstvom kneza Vladimira Monomaha iz Perejaslava, u jednom od najstarijih ukrajinskih gradova Ljubeču, održao se kongres politički najjačih i najistakuntijih kneževa Kijevske Rusi. Prisustvovali su Svjatopolk II. Izjaslavič veliki knez od Kijeva, Oleg Svjatoslavič od Černjihiva, David Svjatoslavič od Smolenska, David Igorovič od Vladimir-Volinjska i Vasilko Rostislavič od Terebovlja. Na kongresu je odlučeno da međusobna sukobljavanja za prevlast budu zaustavljena s obzirom na to da će se prethodno pravo nasljeđivanja izmijeniti, odnosno svaki knez će posjedovati zemlju koju mu je ostavio njegov otac. Kijevska Rus’ kao unitarna država po novom je predstavljala federaciju više manjih autonomnih jedinica s manjom odgovornošću prema Kijevu. Svi zajedno trebali su usuglašavati unutarnju politiku države i voditi zajedničku vanjsku politiku u borbi protiv neprijatelja, posebno turkijskog nomadskog plemena Kumana. Iako je kongres završio dogovorom, nisu se u potpunosti stišale tenzije između pojedinih kneževa, koje su nastale u prethodnim sukobima, a poseban unutarnji problem predstavljala su nezadovoljna plemena na sjeveru države, koja su se osobno smatrala koloniziranima. 

### Pretenzije sjevernih plemena
Nakon zaustavljanja dinamičnih sukobljavanja unutar države, Kijevska Rus' još jednom kratko je procvjetala za vrijeme prethodno istaknutog ratnika i kneza Vladimira Monomaha (1103. – 1125.). On je prema dogovoru naslijedo kijevskog kneza Svjatopolka II., nakon čije smrti je pozvan da vlada cijelom Kijevskom Rusi. Posebno se tada ističe kulturno-religiozan rad vezan za Kijevo-pečersku lavru, danas najstarije pravoslavno svetište u cijeloj istočnoj Europi. Monomah je jačao prijateljske veze s vanjskim susjedima, vodio povremene ratove s Kumanima na istočnim granicama i Poljacima na zapadnim, oslobodio je južne prostore i trgovačke puteve te na kraju podjelio svoju vlast među sinovima između kojih se najviše isticao njegov budući nasljednik Mstislav I. Zadnji kijevski knez koji je u feudalnom sustavu imao relativno značajan utjecaj na ostale kneževine Kijevske Rusi bio je Mstislav I. (1125. – 1132.). Kijev je u sljedećem periodu, zahvaljujući unutarnjoj nestabilnosti i rascjepkanosti Kijevske Rusi, sve više gubio politički utjecaj nad ostalim kneževinama. Posebnu prijetnju stabilnosti države predstavljala su plemena sjevernijih neslavenskih prostora, koja su kroz unutardržavno sukobljavanje paralelno započeli stvarati potpunu neovisnost od Kijeva. Mstislavov brat i kijevski nasljednik Jaropolk II. (1132. – 1139.) naslijedio je nestabilno unutarpolitičko stanje u ogromnoj Kijevskoj Rusi. Dio kneževina je odbio priznati vrhovnu vlast velikog kneza Kijeva što dovodi do daljnjih međusobnih sukobljavanja koja će trajati do rascjepa države na manje kneževine s vlastitom autonomijom. U sljedećem razdoblju Kijevska Rus' će imati niz smjena vlasti, a kijevski kneževi će u konačnici imati sve manju vojnu snagu oduprijeti se povremenim upadima nomadskih osvajača s istoka. 
Kulturološka i politička rascjepkanost između sjevera i juga goleme Kijevske Rusi te sve veća autonomija njezinih pojedinih kneževina rezultirala je time da je Kijev postao česta meta pljačkaša onih kneževa Kijevske Rusi koji nisu poštivali dinastiju u Kijevu. Prema zapisima kijevskog monaha i povjesničara Venerabla Nestora iz 1136. godine, na staroslavenskom jeziku zapisane su pojedine okolnosti toga razdoblja. Kijevskom Rusi tada kulminira bojazan od agresivnih napada sve dominantnijih nomadskih plemena s istoka. Kijevsko središte u sljedećem razdoblju postalo je mjesto sve češćeg iseljavanja prema sigurnijim planinskim zapadnim granicama države, oslabljena je trgovina, a pojedini kneževi sa sjevernih prostora Kijevske Rusi povremeno pljačkaju kijevske odnosno ukrajinske prostore, prenoseći tako svoj pljen i kulturne vrijednosti u sjeverne krajeve. Godine 1169. knez s prostora Vladimir-Suzdalja Andrej Bogoljubski, sin bivšeg kneza Jurija Dugorukog osvaja Kijev, ali tamo ne prenosi svoje državno središte nego ga pljačka, pali i uništava sve kršćanske vrijednosti jer sredinu iz koje dolazi karakteriziraju poganska uvjerenja. S obzirom na to da su Kijev prethodno napadali, pljačakli i pokušali razrušiti samo poganini i neslavenski ratnici van države, taj događaj ujedno označava nepovratni pad dominacije kršćanskog Kijeva i početni razvoj raspada jedinstvene istočnoslavenske države, dok zapadna Galičko-Volinjska i sjeveroistočna Vladimir-Suzdaljska kneževina postaju neovisno sve dominantnije u političkom i vojnom smislu.
Nakon unutarnje destabilizacije države preko 5 kneževina formiraju se kao jaki zasebni državni entiteti, a među njima kneževina Vladimir-Volinj u današnjoj zapadnoj Ukrajini postaje najjačim političkim i kulturnim središtem rascjepkane Kijevske Rusi. Nakon 1169. tri kneževine Kijevske Rusi prema staroj dinastiji Rurik započinju reformirati državnu i teritorijalnu formaciju Kijevske Rusi i uspostavljati zajedničku unutarnju i vanjsku politiku. Galicijska kneževina koju su vodili Rostislaviči, Černjihivska koju su vodili Oljhoviči i Kijevska koji su vodili Mstislaviči usuglašavaju svoje jedinstvo u borbi za oslobođenje Kijeva. Godine 1176. Svjatoslav od Černjihiva i Jaroslav od Osmomisla oslobađaju Kijev od stranaca odnosno poganina i pljačkaša, tada je Svjatoslav od Černjihiva (1176. – 1194.) ujedno postavljen za Kijevskog kneza. Kijevom su sljedećih četrdesetak godina vladali Mstislaviči, zatim Monomahoviči i nešto kraće Olegoviči, ali nikada nisu povratili nekadašnju političku moć koja se polako premještala u kneževinu Vladimir-Volinj. Razlog tomu bile su sve jače nomadske najezde s istoka, posebno mongolske.

### Vojne prijetnje Poljaka i Mongola
Staroruski kneževi u sljedećem razdoblju imaju sve intenzivnije borbe s Poljacima na zapadu. Bitke je predvodio knez Igor godine 1185., što je zabilježeno u povijesnim zapisima odnosno zbirci pjesmama «Legenda o Igorovoj pukovniji». Zapadne kneževine Galicija i Vladimir-Volinj, oslobođene poljskih pritisaka, počele su intenzivno jačati u političkom i kulturnom smislu. Godine 1199., knez Roman Mstislavič (1199. – 1205.) ujedinio je preostale zapadne kneževine koje su priznavale političku vlast i dinastiju iz Kijeva te je preuzeo naziv Veliki knez od Kijevske Rusi. Reformirana država Galičko-Volinjska kneževina koja je obuhvatila i sam Kijev, sljedeća dva stoljeća do 1340. (1392.) smatrana je izravnim i službenim političkim i kulturnim nasljednikom Kijevske Rusi. U sljedećem razdoblju razvijali su se snažni trgovački, kulturni i politički odnosi s Poljskom, Ugarskom, Litvom i Rimskom crkvom. Iako je zbog mongolske opasnosti postojala određena volja da se ponovno uspostavi savezništvo sa slavenskim vladarima sjevernih kneževina koji su počeli stvarati vlastito političko središte na prostoru Suzdalja, intenzivni mongolski upadi na istočne granice države poslije 1220. često su razdjeljivali njihovu teritorijalnu povezanost i prekidali takve zamisli.
Godine 1223. istočne staroruske (ukrajinske) kneževine i grad Kijev silovito napadaju Mongoli, koji su do tada u svojim vojnim pohodima osvojili velike prostore Azije te slovili kao nepokorivi ratnici. Ukrajinski i poljski kneževi zatim dogovaraju savez o zajedničkoj borbi protiv novih navala s istoka. U početku su uspjevali odoljevati snažnim navalama Mongola, ali 16. prosinca 1240. godine, Mongoli su uspjeli zauzeti Kijev, opljačkali su ga i potpuno uništili što se ujedno smatra i krajem političkog postojanja Kijevske Rusi. Nakon Kijeva Mongoli su nastavili svoj pohod prema Galičko-Volinjskoj kneževini, kasnije formiranom Galičko-Volinjskom Kraljevstvu. Također su napadali Poljsku i Ugarsku sve do 1245., a zatim su se preko ukrajinske stepe povukli u Euroaziju, sjeverno od Kaspijskog jezera. Nekada teritorijalno ogromnu Kijevsku Rus' doslovce je progutala moćna i nemilosrdna mongolska vojska koja je tada predstavljala najjaču svjetsku vojnu silu. U sljedećm razdoblju, jedini prostor nekada moćne Kijevske Rusi koji se nije nalazio pod političkom kontrolom Mongola predstavljala je Galičko-Volinjsko Kraljevina koja je započela intenzivne kulturne i političke odnose za Rimskom crkvom kako bi se formirala europska obrambena vojska. Ukrajinci i Bjelorusi sredinom 14. stoljeća potpadaju pod vlast Poljske i Litve, dok Rusi u okolici Moskve, pod vojničkim svjetonazorom Mongola jačaju u vojnom smislu i tijekom 14. stoljeća stvaraju Veliku kneževinu Moskvu koja će kroz sljedećih 5. stoljeća obuhvatiti teritorij cijele Kijevske Rusi. U 18. stoljeću stvoren je Ruski imperij koji je trebao nalikovati nekada moćnoj Kijevskoj Rusi.

## Povijest termina Rus' i Ukrajina
Prema zapisima u Kijevskom ljetopisu termin Rus’ se tijekom 8. stoljeća odnosio primarno na mnogobrojne pridošle Varjahe u okolici Kijeva, na kojemu je stoljećima ranije živjelo ukrajinsko pleme Poljani. Zemljopisni termin Rus’ prema istim tvrdnjama se odnosio na trokutasti prostor između ukrajinskih rijeka Dnjepra, Irpina i Rosa u samom središtu sjeverne Ukrajine. Te je navode u javnosti prvi puta zabilježio 1837. godine carski povjesničar, filolog i etnograf Mihajlo Maksimovič. U 9. stoljeću, politički termin Rus’ koji je počeo predstavljati sinonim političkog, kulturnog i društvenog zajedništva između Varjaha i Poljana, kasnije se proširio gotovo cijelom srednjovjekovnom državom Kijevskom Rusi, ali prije svega zapadnom i središnjom Ukrajinom te južnom Bjelorusijom. Na istim prostorima su formirane srednjovjekovne regije Bijela, Crna i Crvena Rus’ sa svojim središtem u Kijevu u sklopu Male Rus’i. Središnja regija Mala Rus’ je označavala političku, kulturnu i vjersku maticu cijele Kijevske Rusi i prostirala se uglavnom na prostoru današnje Kijevske, Černjihvske, Poltavske i Čerkaške oblasti. 
Istočnoslavenska plemena koja su prihvatila i usvojila rus’ku (starorusku) kulturu Varjaha i Poljana, zajedno s njima su prihvatili njihov etnički naziv «Rusini» (etnonimi: «Rusiči», «Rusnaci», srednjovjekovni «Rusi» (od lat. «Russi»)), a plemena koja nisu prihvatila i usvojila istu kulturu nazvana su «rus’kim narodom» («rus’ki ljudi») jer su se nalazila pod kontrolom Kijeva u sklopu iste države. Prema ukrajinskim povjesničarima, varijaciju termina rus’ki ljudi, u 18. stoljeću su službeno prihvatili današnji Rusi kroz jedan od svojih etnonima «Russkie».
Stariji ukrajinski etnonim Rusini zadržao se kod Ukrajinaca sve do 20. stoljeća u ukrajinskim regijama Galiciji, Bukovini i Zakarpatju. Te ukrajinske regije su se duže vrijeme nalazile u sastavu susjednih država izvan svoje matice, koja je u sklopu kulturnog preporoda pred ruskom asimilacijskom politikom počela koristiti mlađi etnonim Ukrajinci. Manji dio ukrajinskog stanovništva u Zakarpatju koji najduže nije bio povezan sa svojom ukrajinskom maticom, podlegao je usvajanju vlastitog etničkog opredijeljenja, koji su poticali tuđi narodi u sklopu svojih politika s krajnjim ciljem odnarođivanja i asimilacije. Više od 55.000 njihovih potomaka u Ukrajini i svijetu, s često poslovačenim ili pomađarenim prezimenima, i danas često koristi naziv Rusini, koji Ukrajinci smatraju starijim etnonimom.

### Termin Ukrajina
Ime Ukrajina zapisano je prvi put 1187. godine u sačuvanom Kijevskom ljetopisu («I plakaše za njim svi Perejaslavci … a zbog njeg' se i Ukrajina u crno obavije»), u kojem autor piše o smrti perejaslavskoga kneza. Prema tumačenju stručnjaka Vitalija Skljarenka poznato je da se termin koristio i ranije među južnim stanovnicima Kijevske Rusi označavajući zemlju kneževa koji su imali vlast u Kijevu. Prema sačuvanim izvorima, od 12. stoljeća se naziv često upotrebljava i u drugim ljetopisima, ali je do danas ostala aktivna rasprava zašto se pojam Ukrajina nakon 17. stoljeća upotrebljavao dvosmisleno, označavajući južne prostore današnje Ukrajine koje su u 16. i 17. stoljeću naselili ukrajinski kozaci. 
Ukrajinska enciklopedija također navodi da se ime Ukrajina koristilo za južne dijelove Kijevske Rusi i ujedno navodi da su riječi Rus' i Ukrajina sinonimi. Tu su tezu znanstveno predstavili ukrajinski stručnjaci Grigorij Petrovič Pivtorak i Vitalij Skljarenko, navodeći da se ime između ostalog koristilo među narodom za različita kneževstva najrazvijenije dijela Kijevske Rusi između južnog toka rijeke Visle u Poljskoj i sjevernog toka rijeke Don u zapadnoj Rusiji. Od tuda sljedi objašnjenje da je ruralno stanovništvo često koristilo termin Ukrajina (doslovni prijevod: u-zemlji) te su ukrajinski kozaci, uglavnom seljaci, lovci, veterani i često kmetovi, prenjeli taj naziv na prostore južne Ukrajine. 
Povjesničari Max Vasmer i pojedini drugi stručnjaci poput Jaroslava Rudnickog, Volodimira Sičunskog i Paul R. Magocsia pojašnjavaju da je ime Ukrajina u starim ljetopisima isto tako bilo naziv za granična područja južne Kijevske Rusi koja su bila izložena nomadskim upadima s jugoistoka. Također pojašnjavaju da je dvosmislena uporaba tog termina razvijena u 17. stoljeću kada su južna područja današnje Ukrajine bila izložena nomadskim upadima tatarskog stanovništva koje je imalo svoje središte na poluotoku Krimu. Dvosmislena upotreba termina Ukrajina potencirala se i s ciljem određivanja Ukrajine kao provincije u sklopu Ruskog carstva. 
Sačuvani tekst iz 1213. godine navodi da je ukrajinski kralj Danilo vladar pored ostalog i Rusi (sinonim za Ukrajinu), stvarajući tako probleme teoriji povjesničara koji govore o isključivo pograničnom teritoriju ili provinciji s obzirom na to da je prostor kojim je Danilo upravljao obuhvatio i teritorije istočne Poljske te južne Bjelorusije. Isti galički kralj uzima za sebe 1335. godine titulu vladara Rusi (odnosno Ukrajine), koja će biti prihvaćena od carigradskog patrijarha. U slučaju povjesničara s hrvatskih i susjednih prostora, zbrka je nastala kada se termin Rus' poistovjetio s terminom Rusija, pritom se oglušivši da termin Rus' podjednako predstavlja povijesno ime kod svih Istočnih Slavena i ne može se posve jednako i jednostrano dovoditi u odnos s hrvatskim terminom Rusija. Takva se praksa ne susreće ni među Istočnim Slavenima.

## Povijesni prijepori
Povijest prve istočnoslavenske države Kijevske Rusi do danas prati određene nedomuice i različita tumačenja od strane ukrajinskih i ruskih povjesničara. Dok ukrajinski povjesničari argumentirano tvrde da je Kijevska država bila prva država koju su formirali i razvili isključivo preci današnjih Ukrajinaca, ruski povjesničari tvrde da su podjednako zaslužni za razvoj i osnivanje te države, i 5. stoljeća kasnije osnovanu Moskovsku državu postavljaju u kontiniurani slijed razvoja iste države.
Ukrajinski povjesničari tvrde da Moskovska država iz 14. stoljeća nije bila legitimna nasljednica Kijevske države, već posve nova tvorevina. Ruski povjesničari odgovaraju na to tvrdeći da su moskovski kneževi daljnji potomci kijevskih, te ističu ulogu Moskve kao novog središta pravoslavlja nakon što je Carigrad pao u ruke Turcima, a Kijev Litavcima. Svakako je točno da se moskovska kultura znatno razlikovala od starokijivske: demokratski ili barem oligarhijski aspekti staroruskih gradova-država su nestali, a zamijenila ih je moskovska autokracija podržana pravoslavnom vjerom.

## Strana literatura
- Grekov, B.; Kievskaia Rus’ (Moscow, 1949; English trans Kiev Rus – Moscow, 1959.)
- Paszkiewicz, H.; The Origin of Russia (London 1954.)
- Hrushevskyi, M. Istoriia Ukraïny-Rusy, vols 1–3 (Lviv, 1898. – 1899.)
- Vernadsky, G.; The Origins of Russia (New Haven, 1959.)
- Rybakov, B.; Drevnaia Rus’ (Moscow,, 1963.)
- Shekera, I.; Mizhnarodni zv'iazky Kyïvs’koï Rusi (Kyiv, 1963.)
- Chubatyi, M.; ‘Kniazha Rus’-Ukraïna ta vynyknennia tr’okh skhidn’o-slovians’kykh natsii,’ in ZNTSh, vol 178 (New York – Paris, 1964.)
- Polons’ka-Vasylenko, N.; Dvi kontseptsiï istoriï Ukraïny i Rosiï (Munich, 1964.; English trans Two Conceptions of the History of Ukraine and Russia – London, 1968.)
- Braichevs’kyi, M.; Pokhodzhennia Rusi (Kyiv, 1968.)
- Pashuto, V.; Vneshniaia politika Drevnei Rusi (Moscow, 1968.)
- Brim, V.; ‘Proiskhozhdenie termina "Rus’",’ Rossiia i Zapad, 1 (Petrograd, 1923.)
- Smal-Stocky, R.; The Origin of the Name ‘Rus'’ (Winnipeg, 1949.)
- Simpson, G.; The Names ‘Rus'’, ‘Russia’, ‘Ukraine’ and Their Historical Background (Winnipeg, 1951.)
- Stender-Petersen, A.; ‘Zur Rus’-Frage,’ Varangica (Aarhus, 1953.)
- Vernadsky, G.; ‘The Origin of the Name “Rus’”,’ Südostforschungen, 15 (1956.)
- Ekblom, R.; ‘Roslagen-Russland,’ Zeitschrift für slavische Philologie, 26 (1957.)
- Müagiste, J.; ‘Ruotsi, est. Rootsi m.m. i de finsk-ugriska spraaken,’ Arkiv för nordiska filologi, 73 (1958.)
- Otrębski, J.; ‘Rus’,’ Lingua Posnaniensis, 8 (1960.)
- Hens’ors’kyi, A.; ‘Termin “Rus’” (ta pokhidni) v drevnii Rusi i v period formuvannia skhidnoslov'ians’kykh narodnostei i natsii,’ Doslidzhennia i materialy z ukraïns’koï movy, 5 (1962.)
- Lehr-Spławinski, T.; ‘Z rozważań o pochodzeniu nazwy Ruś,’ in Symbolae linguisticae in honorem Georgii Kuryłowicz (Wrocław, 1965.)
- Falk, K.-O.; ‘Kilka uwag o nazwie Ruś,’ Lingua Posnaniensis, 12–13 (1968.)
- Pritsak, O.; The Origin of Rus’, 1 (Cambridge, Mass 1981.)

## Višejezični izvori
1. ↑  Hrvatski obiteljski leksikon
2. ↑  Polianians (poliany).
3. ↑  Varangians (From Norse waering; one who has taken an oath of allegiance).
4. ↑  Київська держава за часів Володимира та Ярослава (980-1054 рр.)
5. ↑  Владимиро-Суздальское княжество
6. ↑  Іван КРИП’ЯКЕВИЧ: ГАЛИЦЬКО-ВОЛИНСЬКЕ КНЯЗІВСТВО
7. ↑  УТВОРЕННЯ ГАЛИЦЬКО-ВОЛИНСЬКОГО КНЯЗІВСТВА. РОМАН МСТИСЛАВИЧ
8. ↑  Ruthenians (Rusyny): A historic name.
9. ↑  Rusistika – termin Kijevska Rus'. Inačica izvorne stranice arhivirana 19. listopada 2009. Pristupljeno 5. svibnja 2010. journal zahtijeva |journal= (pomoć)
10. ↑  Ukrajinistika – termin Kijevska Rus'. Inačica izvorne stranice arhivirana 10. lipnja 2007. Pristupljeno 5. svibnja 2010. journal zahtijeva |journal= (pomoć)
11. ↑  F. Berlynskyi; History of Kiev (Історія міста Києва). Kiev: Naukova dumka, 1991.
12. ↑  ВАГАННЯ НОВІЙШОЇ ІСТОРІОҐРАФІЇ, ПОПРАВКИ ВАРЯЗЬКОЇ ТЕОРІЇ
13. ↑  Askold and Dyr.
14. ↑  Повесть Временных лет
15. ↑  Oleh, Prince (Russian: Oleg; Norse: Helgi).
16. ↑  ВІЙНИ З УЛИЧАМИ ТА ДЕРЕВЛЯНАМИ, ПОХІД НА ВІЗАНТИЮ
17. ↑  ПОГРОМ ХОЗАРІЇ, ВІЙНА НА ПОДОНЮ
18. ↑  ЛІТОПИС РУСЬКИЙ за Іпатіївським списком
19. ↑  Ihor, Prince, b ca 877, d 945.
20. ↑  РЕҐЕНТСТВО ОЛЬГИ: ОЛЕГ І ОЛЬГА В ТРАДИЦІЇ
21. ↑  Историческое исследование - гипотеза. Inačica izvorne stranice arhivirana 2. svibnja 2007. Pristupljeno 14. rujna 2009. journal zahtijeva |journal= (pomoć)
22. ↑  Святослав Хоробрий - Війна й лицарство
23. ↑  СВЯТОСЛАВ князь київський
24. ↑  П.О.Карышковский; Русско-болгарские отношения во время Балканских войн Святослава // Вопросы истории. 1951. № 8;
25. ↑  Князь Святослав, сын князя Игоря и княгини Ольги.
26. ↑  ХАРАКТЕРИСТИКА СВЯТОСЛАВА В ТРАДИЦІЇ
27. ↑  Grand prince of Kyiv Sviatoslav I Ihorovych.
28. ↑  Kubijovyč, Volodymyr (ed.) (1963). Ukraine: A Concise Encyclopædia. Toronto: University of Toronto Press.
29. ↑  Napomena: Razlikuj termin «staroruski» od modernijeg «ruskog».
30. ↑  History of Latvians
31. ↑  The peoples of the Russian forest belt
32. ↑  Закінченнє будови Руської держави; часи Володимира Великого
33. ↑  ВІЙНА З ВЯТИЧАМИ, РАДИМИЧАМИ Й БОЛГАРАМИ
34. 1 2  ОХРЕЩЕННЄ РУСИ: ЙОГО ПОЛЇТИЧНЕ ЗНАЧІННЄ
35. ↑  ЖИТИЕ СВЯТОГО РАВНОАПОСТОЛЬНОГО ВЕЛИКОГО КНЯЗЯ ВЛАДИМИРА, ВО СВЯТОМ КРЕЩЕНИИ ВАСИЛИЯ, КРЕСТИТЕЛЯ РУСИ
36. ↑  Church of the Tithes (Desiatyna tserkva).
37. ↑  ПОШИРЕННЄ ВІЗАНТИЙСЬКОЇ КУЛЬТУРИ
38. ↑  Diplomatic traditions in the Ukrainian lands. Inačica izvorne stranice arhivirana 19. srpnja 2009. Pristupljeno 14. rujna 2009. journal zahtijeva |journal= (pomoć)
39. ↑  КОНФЛЇКТ З СИНАМИ, СМЕРТЬ ВОЛОДИМИРА, ЗНАЧІННЄ ВОЛОДИМИРОВОЇ ДЇЯЛЬНОСТИ
40. ↑  Yaroslav the Wise - Jaroslav Volodymyrovyč Mudryj, b 978, d 20 February 1054 in Kyiv.
41. ↑  ВІЙНИ ЯРОСЛАВА З БРЯЧИСЛАВОМ І МСТИСЛАВОМ; ЛИСТВИНСЬКА БИТВА
42. ↑  ЗАГРАНИЧНІ ЗНОСИНИ — З НЇМЕЧЧИНОЮ, З СКАНДИНАВІЄЮ, З ФРАНЦИЄЮ Й УГОРЩИНОЮ, З ВІЗАНТИЄЮ; ОСТАННЇЙ ПОХІД НА ЦАРГОРОД.
43. ↑  КУЛЬТУРНІ ЗАХОДИ: МОНАСТИРІ, ОСЬВІТА І ЦЕРКОВНІ СПРАВИ
44. ↑  Iziaslav Yaroslavych - Izjaslav Jaroslavyč, b 1024, d 3 October 1078.
45. ↑  Liubech congress of princes.
46. ↑  Розклад Руської держави в XI-XII в.
47. ↑  Volodymyr Monomakh, (Volodymyr I Vsevolodovych), b 1053, d 19 May 1125 in Kyiv.
48. ↑  ПОВІСТЬ ВРЕМ’ЯНИХ ЛІТ
49. ↑  Andrei Bogoliubskii – Andrej Bogoljubskij, b ca 1111, d 29 April 1174.
50. ↑  Андрій Боголюбський в українській історіографії та агіографії
51. ↑  Московство - Павло Штепа. Inačica izvorne stranice arhivirana 14. veljače 2010. Pristupljeno 14. rujna 2009. journal zahtijeva |journal= (pomoć)
52. ↑  Владимиро-Суздальское княжество
53. ↑  Галицько-волинські замішання по смерти Романа
54. ↑  ВЕЛИКІ КНЯЗІ КИЇВСЬКІ, ЯКІ ЗГАДУЮТЬСЯ У «КРОЙНІЦІ»
55. ↑  Volodymyr-Volynskyi principality.
56. ↑  Slovo o polku Ihorevi (full title: Slovo o polku Ihorevi, Ihoria syna Sviatoslavlia, vnuka Ol’hova [The Tale of Ihor's Campaign, Ihor the Son of Sviatoslav, Grandson of Oleh).]
57. ↑  Галицько-волинські замішання по смерти Романа — загальна характеристика.
58. ↑  A state founded in 1199 by Roman Mstyslavych.
59. ↑  Татарські відносини — пляни Данила, ґравітація до Татар на Українї.
60. ↑  Наступники Данила — становище Василька, його смерть.
61. ↑  Окупація українських земель Литвою й Польщею.
62. ↑  Российская Империя - этап в истории нашей Великой страны
63. 1 2  Termini Rus, Ukrajina, Malorusija
64. ↑  Rus’ – The former name of Ukraine.
65. ↑  Biography of Mykhailo Maksymovych
66. ↑  Kulturna baština Ukrajine – Matica Hrvatska. Inačica izvorne stranice arhivirana 24. svibnja 2013. Pristupljeno 14. rujna 2009.
67. ↑  Самоназва — «русские»
68. ↑  Авґустин ВОЛОШИН; РУСИНИ ЧИ УКРАЇНЦІ?
69. ↑  Ukrajina. Kolo. Zagreb: Matica hrvatska, 1997, br. 3. Tematski blok – Hrvatska revija, Matica hrvatska, jesen, 2005.
70. ↑  Kijevski ljetopis
71. ↑  The former name of Ukraine
72. ↑  Vasmer's Etymological Dictionary
73. ↑  Paul R. Magocsi:A history of Ukraine
74. ↑  Kralj Danilo Romanovič Galickij
75. ↑  Felipe Fernandez-Armesto; Narodi Europe, The Times – Naklada Zadro, Zagreb (1997.), str. 318–328.

## Vanjske poveznice
- Повесть Временных лет (rus.)
- The first state to arise among the Eastern Slavs. (eng)
- Povijesna karta Kijevske Rusi u 11. stoljeću (ukr.)